# جعفرآباد (بخش مرکزی بهاباد)
جعفرآباد یک منطقهٔ مسکونی در ایران است که در استان یزد واقع شده‌است. براساس سرشماری مرکز آمار ایران در سال ۱۳۹۵، جعفرآباد ۱۰۴ نفر جمعیت دارد.